# Dilan Yeşilgöz-Zegerius
Dilan Yeşilgöz-Zegerius, född 18 juni 1977 i Ankara, är nederländsk politiker. Sedan 2023 är hon partiledare för Folkpartiet för frihet och demokrati (VVD).

## Politiska ställningstaganden
Som justitie- och säkerhetsminister förespråkade Yesilgöz en strikt och hård politik mot terrorism och organiserad brottslighet. Hon stödde även lagar för att skydda journalister som hade blivit hotade på grund av sitt arbete och att extremistiska imamer borde utvisas från Schengenområdet. Hon har också stött förslaget om obligatorisk användning av kroppskameror för poliser.